# Messier 67
Messier 67 ('M67) även känd som NGC 2682, är en öppen stjärnhop i stjärnbilden Kräftan. Stjärnhopen upptäcktes 1779 av Johann Gottfried Köhler.

## Egenskaper
Analyser av stjärnor i hopen har visat att deras kemiska sammansättning liknar Solens  och vissa astronomer menar att Solen en gång i tiden tillhörde denna stjärnhop.
Messier 67 är inte den äldsta kända öppna stjärnhopen, men äldre stjärnhopar knutna till Vintergatan är få, och ingen av dem är närmare solen. Den är ett paradigmstudieobjekt genom 
- stjärnutvecklingen,[10]
- mängden stjärnor[10]
- försumbara mängder skymmande stoft[10]

alla dess stjärnor har samma avstånd och ålder och räddning för ungefär 30 avvikande blåa eftersläntrare, som emellertid allmänt är produkter av massöverföring i dubbelstjärnor eller stjärnkollisioner.
Messier 67 är en av de mest studerade öppna stjärnhoparna, men uppskattningar av dess fysiska parametrar som ålder, massa och antal stjärnor av en viss typ varierar avsevärt. Richer et al. uppskattar sin ålder till 4 miljarder år, dess massa till 1080 solmassor, och antal sina vita dvärgar till 150. Hurley et al. uppskattar dess nuvarande massa till att vara 1  400 solmassor och dess initiala massa till att vara ungefär 10 gånger så stor.
Avståndsuppskattningarna varierar också och är vanligtvis 800–900 parsek (2 600–2 900 ljusår). Uppskattningar av 855, 840 och 815 pc fastställdes via modellering av dubbelstjärnor och anpassning av infraröd färgstyrka.
Messier 67 har mer än 100 stjärnor som liknar solen, och många röda jättar. Det totala antalet stjärnor har uppskattats till över 500. Åldern och förekomsten av solliknande stjärnor har lett några astronomer till att betrakta hopen som ett möjlig ursprung för solen. Datorsimuleringar har emellertid visat att detta är högst osannolikt.

## Galleri

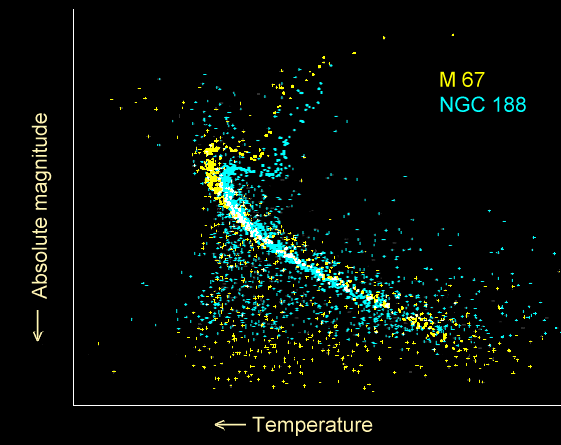
Hertzsprung–Russell-diagram för två öppna stjärnhopar, M67 och NGC 188, som visar färg/magnitud-data
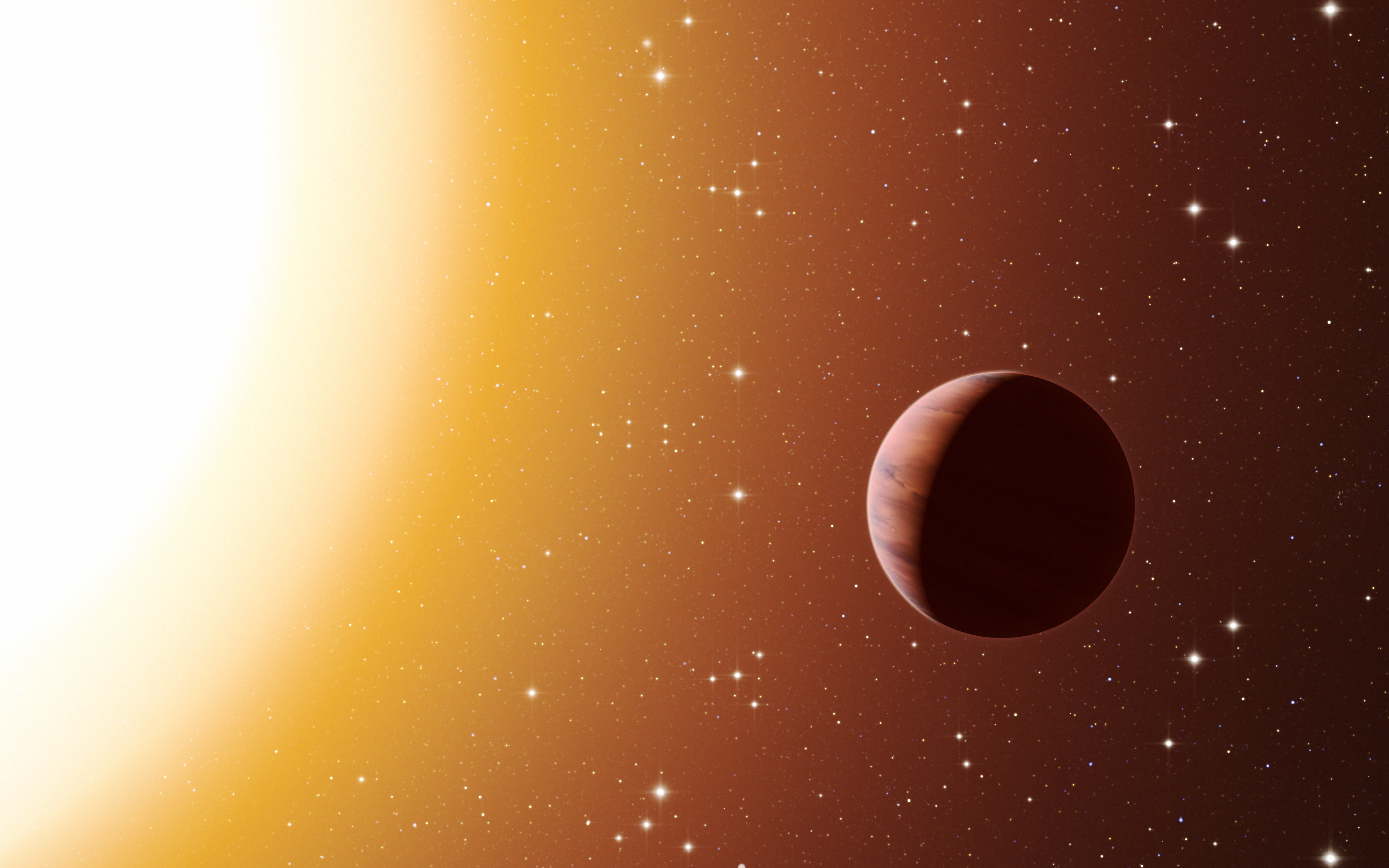
Föreställning om en het Jupiter exoplanet i stjärnhopen Messier 67